# Diego Rodríguez Cano
Diego Sebastián Rodríguez Cano, mais conhecido como Diego Rodríguez (Montevidéu, 28 de maio de 1988 – Montevidéu, 11 de setembro de 2010) foi um futebolista uruguaio.